# Calumma tarzan
Calumma tarzan é uma nova espécie de camaleão recém-descrita, encontrada na região de Anosibe An'Ala do leste de Madagascar, e descoberta por uma equipe de biólogos alemães e malgaxes da Universidade Técnica de Braunschweig, da Universidade de Antananarivo, da Zoologische Staatssammlung München e do Landesmusem Darmstadt.
O  Calumma tarzan, ou "camaleão-tarzan-de-listas-laterais", foi assim chamado por ser encontrado em uma área de florestas próxima à vila de Ambodimeloka, que no passado chamava-se “Tarzanville”,  em uma alusão ao personagem fictício Tarzan, criado pelo escritor estadunidense Edgar Rice Burroughs.
O pesquisador Philip Sebastian Gehring, o primeiro autor da descrição desta nova espécie explicou a escolha do nome científico do novo camaleão da seguinte forma: “Nós dedicamos esta nova espécie ao homem das selvas fictício “Tarzan”, na esperança de que esse nome famoso promova a conscientização e atividades conservacionistas em relação a esta nova espécie e o seu habitat - que aparentemente se encontram altamente ameaçados - na floresta de altitude média de Madagascar”.
Segundo os autores do estudo – este camaleão deveria ser classificado como “em perigo crítico”, já que ele se encontra distribuído por uma área que provavelmente tem menos de 10 quilômetros quadrados.